# 所领
所领（日语：／）是日本历史上的一个概念，指由领主或地主私有并行使支配（知行）权的土地。
所领是能为领主或地主带来经济利益的特定区域，主要由房屋宅地和田地构成，但也包括山野、荒地、牧场和海岸等。在律令制中，除允许私有的宅地、园地和垦田外，所领属于国衙领或庄园的一部分，须向国衙或本所缴纳年贡。然而，领主们在与国衙和本所的对立与合作中逐步加强了他们的支配权。所领除非因谋反等重大罪行而被改易或没收，否则一般不会被征收，且可以作为买卖、继承和捐赠的对象，但其所有权或权利的争议时常引发纠纷。